# Sulzbach am Main
Sulzbach am Main település Németországban, azon belül Bajorországban. Lakosainak száma 7506 fő (2023. december 31.). Sulzbach am Main Hohe Wart, Großwallstadt, Niedernberg, Bessenbach, Leidersbach és Kleinwallstadt községekkel határos.

## Népesség
A település népessége az elmúlt években az alábbi módon változott:
| Lakosok száma | 907  | 2505 | 5322 | 5777 | 6961 | 7071 | 7093 | 7161 | 7363 | 7506 |
|               | 1875 | 1950 | 1975 | 1987 | 2012 | 2014 | 2016 | 2017 | 2021 | 2023 |